# イオンタウンとよみ
イオンタウンとよみは、沖縄県豊見城市字根差部に位置するショッピングセンター。マックスバリュとよみ店を核に23の専門店が並ぶ。

## 沿革
- 1996年3月1日 - 県内初のワンフロア複合店舗として開店。開店時の名称は「パワーズとよみ」であった。オープン当時は、「プリマート」・「ホームセンターさくもと」・総合衣料を核とし、14の専門店から成り立っていた。

## アクセス

### 路線バス
- イオンタウンとよみ前下車すぐ
  - 45番・与根線　（那覇バス）